# Schistura carbonaria
Schistura carbonaria är en fiskart som beskrevs av Jörg Freyhof och Serov 2001. Schistura carbonaria ingår i släktet Schistura och familjen grönlingsfiskar. IUCN kategoriserar arten globalt som livskraftig. Inga underarter finns listade i Catalogue of Life.